# Eotheroides

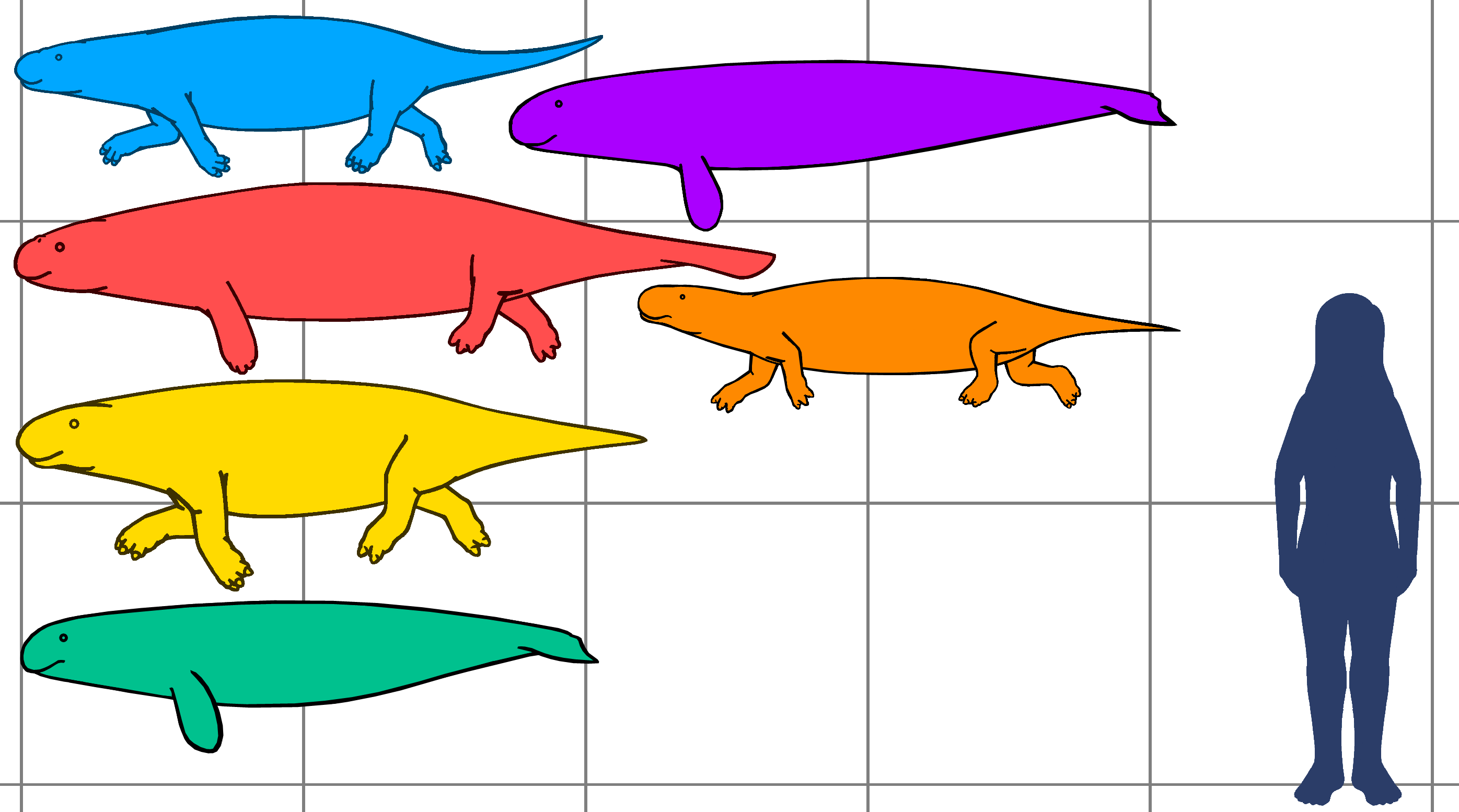
Малюнок плавання Eotheroides sandersi (зелений) у порівнянні з трьома іншими сиренами еоцену

Eotheroides — вимерлий рід еоценових сиренів. Це ранній представник родини дюгоневих. Скам'янілості були знайдені в Єгипті, Індії та на Мадагаскарі. Eotheroides вперше був описаний Річардом Оуеном у 1875 році під назвою Eotherium, яка була замінена на нинішню назву в 1899 році. Судячи з ендокраніальних зліпків, Eotheroiodes мав менший внутрішньочерепний об’єм, ніж інші сучасні сирени. 